# Hilton Beirut Metropolitan Palace
El Hilton Beirut Metropolitan Palace es un hotel de cinco estrellas en Beirut, la capital del Líbano. Situado en el distrito de Sin El Fil de Beirut, el hotel dispone de 163 habitaciones, 11 suites ejecutivas, 5 suites diplomáticas, una suite presidencial, una suite real, una suite imperial y una suite en el ático. El hotel cuenta con una amplia gama de restaurantes, la cocina sobre todo italiana en el restaurante Venezia y de la cocina oriental en el lugar de verano. El Al Shindagah sirve una variedad de cocina internacional.